# Тайо, Паскаль
Паскаль Тайо (фр. Pascal Luc Tayot; род. 15 марта 1965, Женвилье) — французский дзюдоист, чемпион и призёр чемпионатов Франции и Европы, серебряный призёр летних Олимпийских игр 1992 года в Барселоне, участник двух Олимпиад.

## Карьера
Выступал в полусредней (до 78 кг) и средней (до 86 кг) весовых категориях. Чемпион (1988, 1989, 1991 годы) и бронзовый призёр (1985, 1986) чемпионатов Франции. Победитель и призёр международных турниров. Победитель Средиземноморских игр 1993 года. Чемпион (1992, 1993) и бронзовый призёр (1988) чемпионатов Европы. В 1986 году в Брюсселе стал чемпионом мира среди военнослужащих. Чемпион (1984) и бронзовый призёр (1986) чемпионатов мира среди студентов.
На Олимпиаде 1988 года в Сеуле Тайо занял пятое место. На Олимпийских игра 1992 года в Барселоне завоевал серебряную медаль.